# Cirókahosszúmező
Cirókahosszúmező (szlovákul: Dlhé nad Cirochou, korábban Cirocké Dlhé) község Szlovákiában, az Eperjesi kerület Szinnai járásában.

## Fekvése
Szinnától 7 km-re délnyugatra, a Ciróka-patak bal partján fekszik.

## Története
1342-ben említik először, a homonnai uradalomhoz tartozott. 1774-től a Szirmay családé.
A 18. század végén Vályi András így ír róla: „Cziroka Hosszú mező. Tót falu Zemplén Várm. földes Ura Szirmay Uraság, a’ kinek lakásával díszesíttetik, fekszik nap kel. Cziróka Belyához, délr. Modrához 1/2 órányira, határja 3 nyomásbéli, búzát, gabonát, és egyebet középszerűen terem, határja térséges, majd hegyes, és agyagos is, bik fa erdeje van, malmai jók, piatzok Homonnán.”
Később a Grünwald és Grósz családok birtoka.
Fényes Elek 1851-ben kiadott geográfiai szótárában így ír a faluról: „Cziroka-Hosszúmező, nagy tót falu, Zemplén vmegyében, ut. p. Homonnához keletre 2 órányira: 1451 kath., 7 evang., 32 zsidó lak. Kath. paroch. templom. 1330 h. szántóföld. Hegyes, erdős határ. Két malom a Cziroka patakján. F. u. Szirmay.”
Borovszky Samu monográfiasorozatának Zemplén vármegyét tárgyaló része szerint: „Czirókahosszúmező, czirókamenti tót kisközség. Van 258 háza és 1357 róm. kath. vallású lakosa. Szintén a homonnai uradalomhoz tartozott, de 1774-ben már a Szirmay Sándoré. A Szirmayak maradnak azután hosszú időn át birtokosai. Jelenleg dr. Kolpaszky Istvánnak van itt nagyobb birtoka és régi nemesi kuriája, melyet még a Szirmayak építtettek. A faluban fennálló róm. kath. templom a XV. században épült, de már át van alakítva.”
1920 előtt Zemplén vármegye Szinnai járásához tartozott.

## Népessége
| Év:            | 1994. | 2004.   | 2014.   | 2024.   |
| -------------- | ----- | ------- | ------- | ------- |
| Emberek száma: | 2029  | 2106    | 1995    | 1868    |
| Eltérés:       |       | +3,79 % | -5,27 % | -6,36 % |

| Év:            | 2023. | 2024.   |
| -------------- | ----- | ------- |
| Emberek száma: | 1851  | 1868    |
| Eltérés:       |       | +0,91 % |

1910-ben 1377, többségben szlovák anyanyelvű lakosa volt, jelentős lengyel és cigány kisebbséggel.
2001-ben 2123 lakosából 2100 szlovák volt.
2011-ben 2040 lakosából 2023 szlovák volt.

## Nevezetességei
- Gótikus temploma a 14. században épült, a 18. században átépítették.
- Klasszicista kastélya a 18. században épült.